# Pressoir
Pour les articles homonymes, voir Pressoir (homonymie).

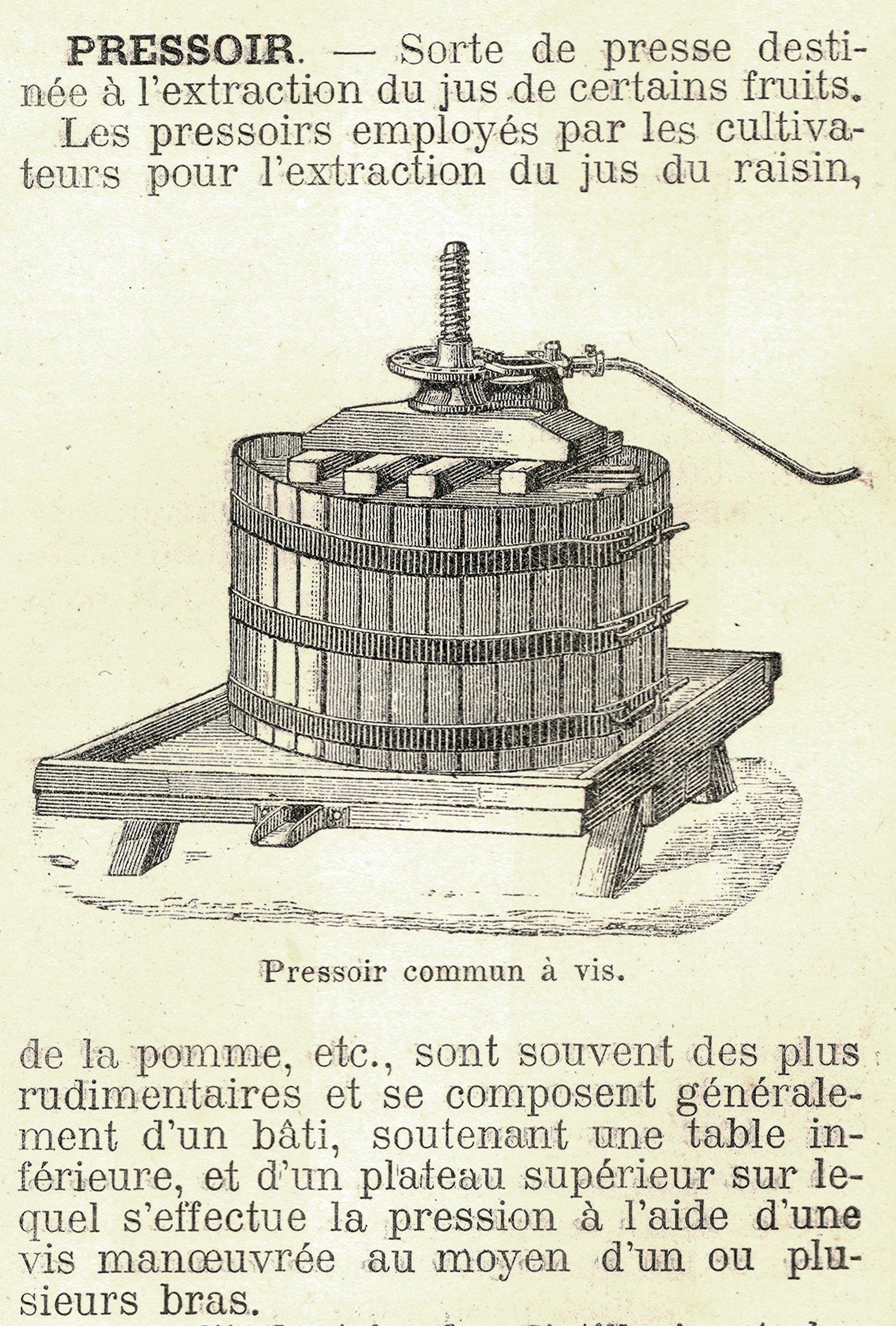
Schéma et description d’un pressoir dans le Dictionnaire encyclopédique de l'épicerie et des industries annexes (XXe siècle).

Le pressoir est une machine agricole utilisée pour extraire par pression le jus ou l'huile de certains fruits, graines ou végétaux.
Les pressoirs actuels sont généralement horizontaux, électriques et à vis. La rotation du corps du pressoir fait avancer, l'un vers l'autre (vers le milieu), deux disques sur une vis sans fin. Une autre version, pneumatique, gonfle une ou plusieurs chambres à air, ou bâche, qui peut compresser indifféremment du raisin ou des pommes.

## Histoire

### Antiquité

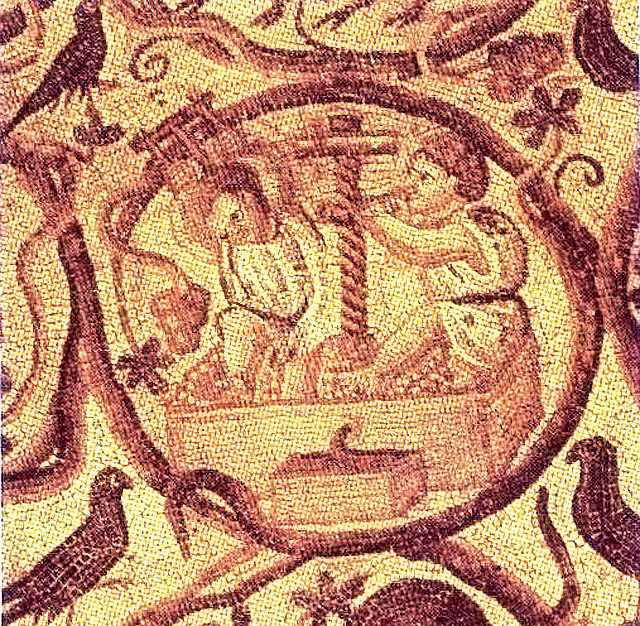
Pressoir à vis centrale. Mosaïque de l'église de Qabr Hiram (Liban), vers 575, musée du Louvre.

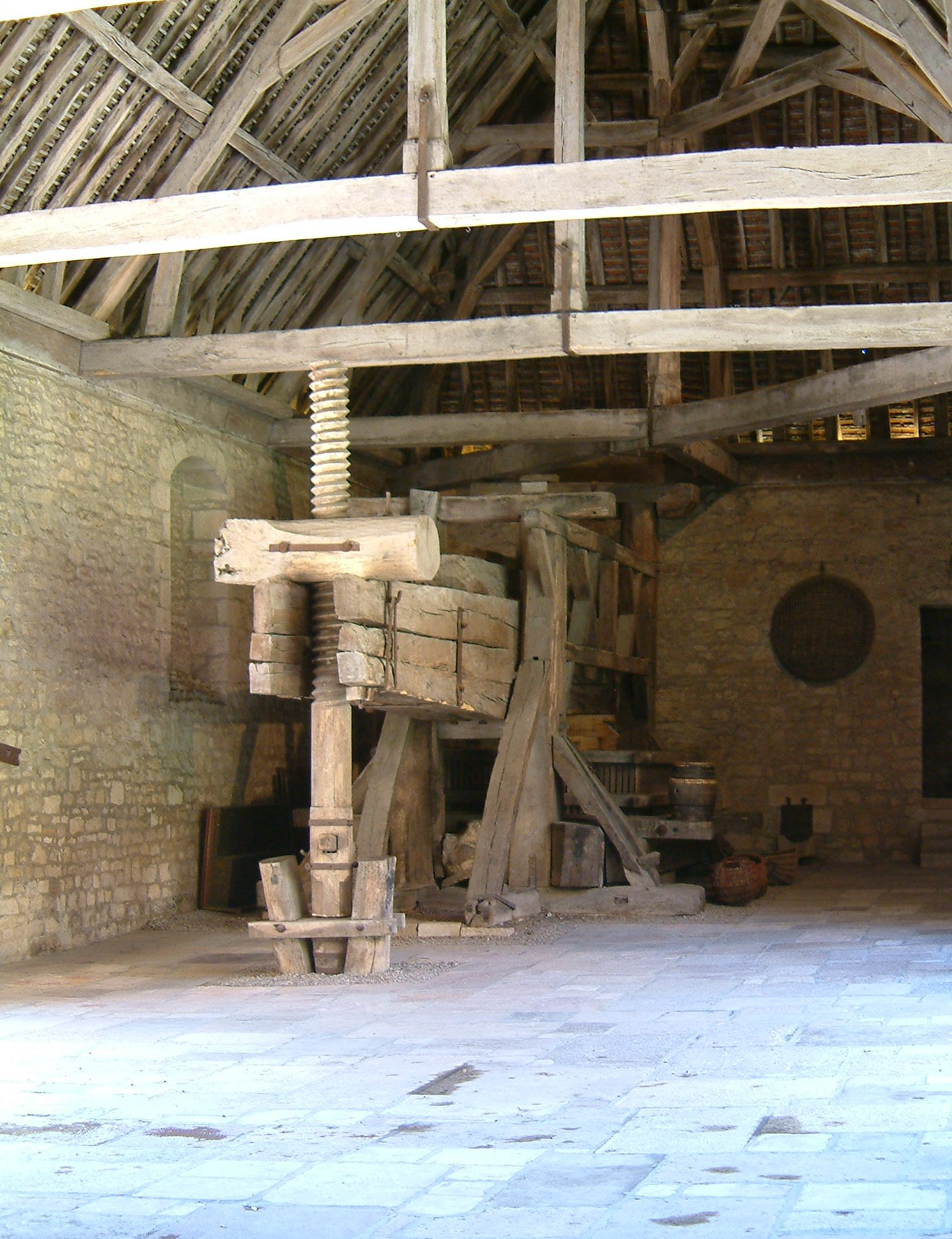
Pressoir à vis du Xe siècle au château du Clos-de-Vougeot, où le raisin était comprimé sous un madrier.

Le pressoir (à vis) date de cette période, pendant laquelle il est utilisé pour obtenir de l'huile et du vin.
Son invention est souvent considérée comme grecque et se diffuse dans le monde romain.
Il est mentionné par Vitruve qui décrit la fabrication de sa vis, évoqué dans des écrits religieux (les chrétiens parlent par exemple de manière imagée de pressoir mystique, auquel font référence des œuvres d'églises en histoire de l'art[réf. nécessaire]), cité dans l'Histoire Naturelle de Pline l'ancien (une vis carbonisée de pressoir a d'ailleurs été retrouvée à Pompei, non loin de son lieu de décès, par des archéologues), et dans les Mécaniques de Héron d'Alexandrie qui décrit le système vis-écrou de l'instrument.

### XVIesiècle
En 1589 Julien Le Paulmier donne une description du pressoir et de son usage:

« le pressoir a une ou deux meules de bois, lesquelles se tournent en rond, par bœufs ou chevaux, dans une auge de cinquante ou soixante pieds de tour en rond, ou viron, d'un pied de large par bas, & d'un pied & demi par haut, les côtés de laquelle ont en hauteur pied & demi. On fait tomber du grenier, qui est ordinairement sur le pressoir, quantité de pommes dans le rond que cette auge environne, par un trou qui est au plancher, au droit dudit rond, duquel on en met en l'auge, avec une pelle, ou autrement, telle quantité que les meules en peuvent commodément piler à la fois, remuant à chaque tour des meules, & rejetant sous icelles, ce qu'elles n’attoucheraient assez, afin que tout soit exactement pilé.
Les pommes ainsi pilées sont mises en une cuve, ou elles demeurent plus ou moins à la volonté & discrétion du père de famille, toutesfois l'ordinaire est de ne les y laisser plus de vingt-quatre heures (...)
Le reste de la façon est de même qu'au vin, Car de la cuve le marc est mis fur la platte-forme du pressoir, & reduit par couches en quarré, entrelaçant entre chaque couche un petit lict de foirre, pour empescher que le marc ne s'escoule de côté ou d'autre sous la presse ; & de là distile par un égout, & coule à travers un panier ou saz, pendu à cest esgout, le suc des pommes, dont est fait le sidre, dans une cuve »

— Julien Le Paulmier, Traité du vin et du sidre, 1589,

### XVIIIesiècle
Au dix-huitième siècle, un pressoir est décrit par l'Encyclopédie de Diderot et d'Alembert :

Planches illustrant l'encyclopédie de Diderot et d'Alembert.
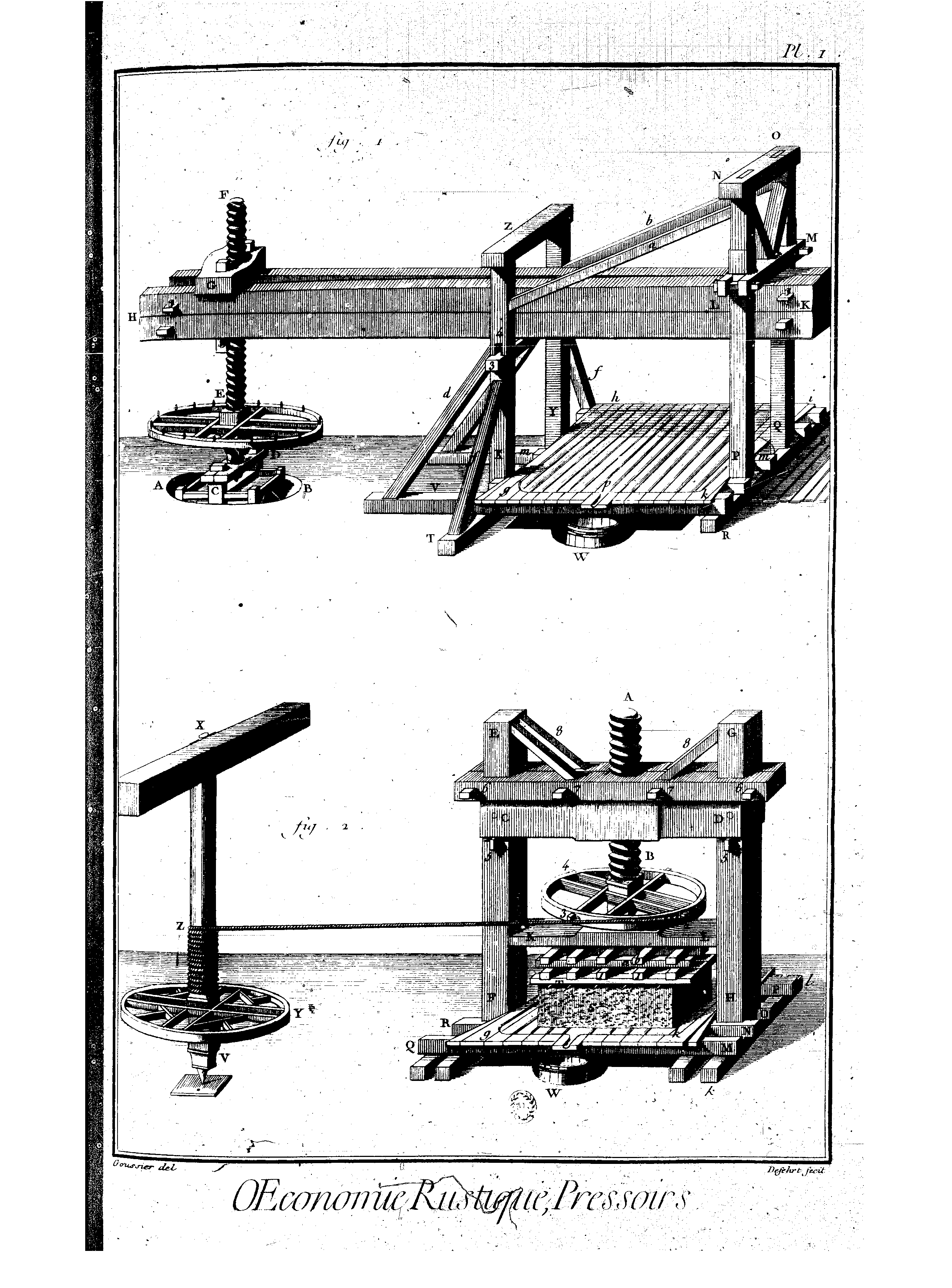
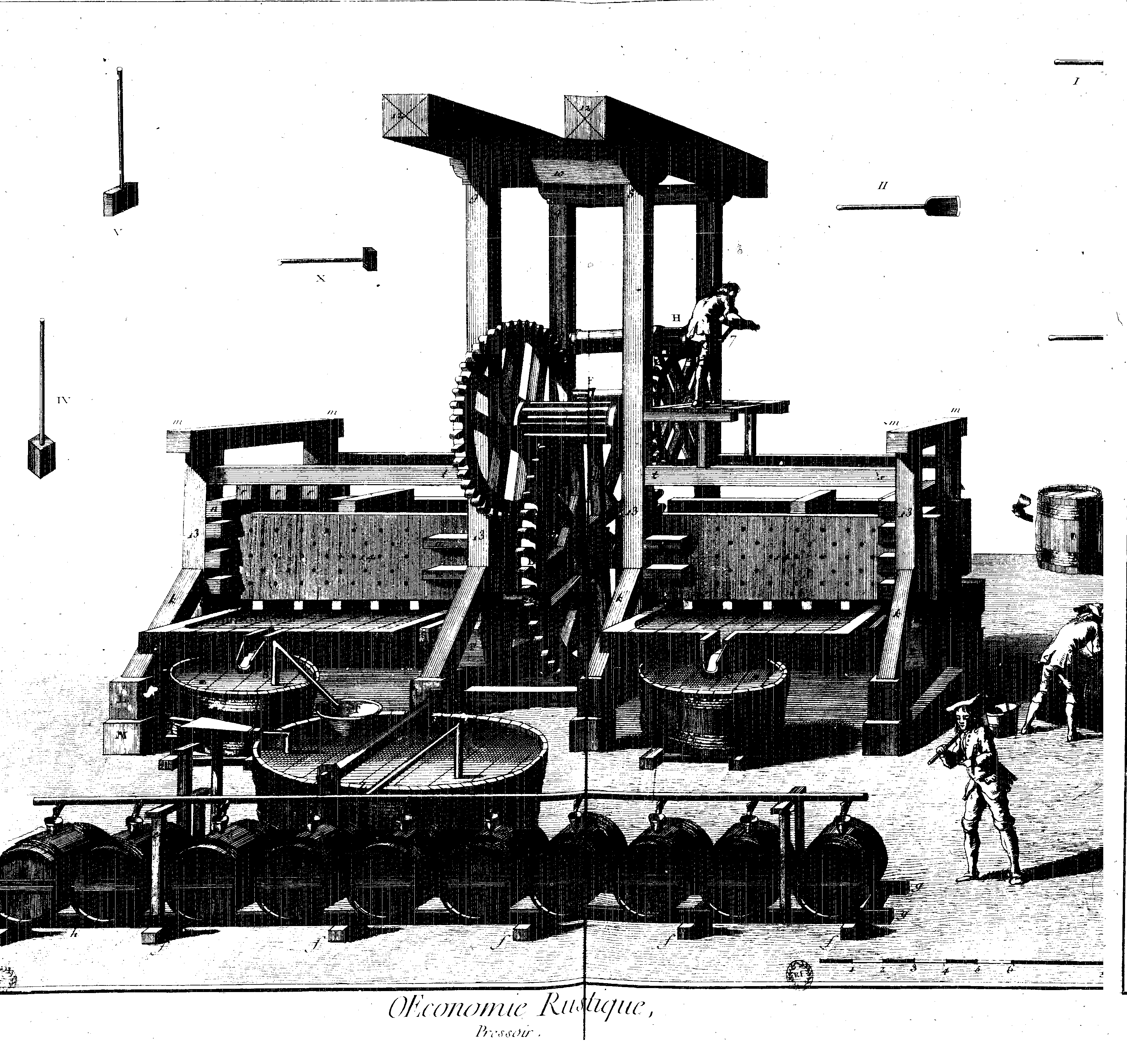
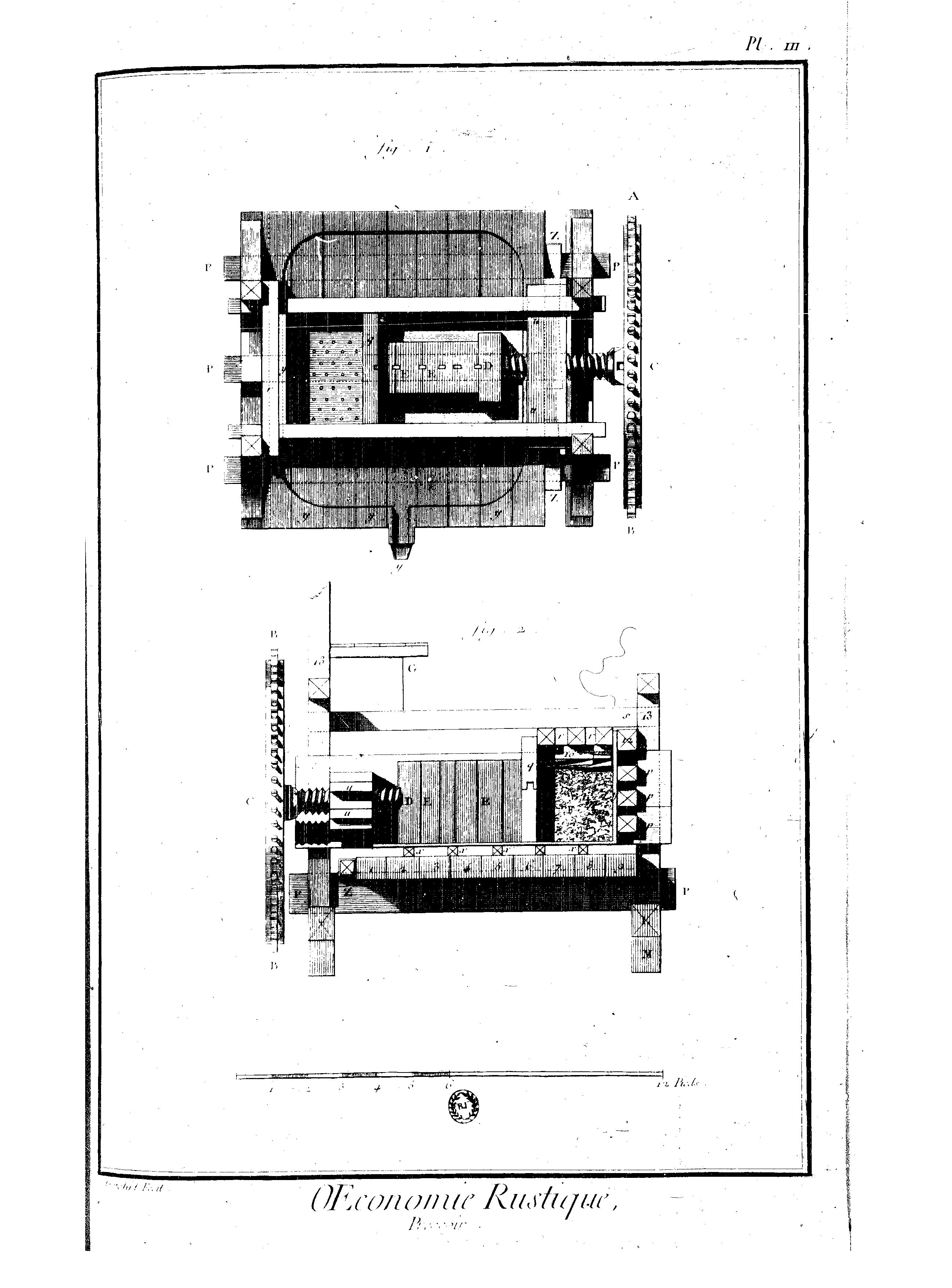
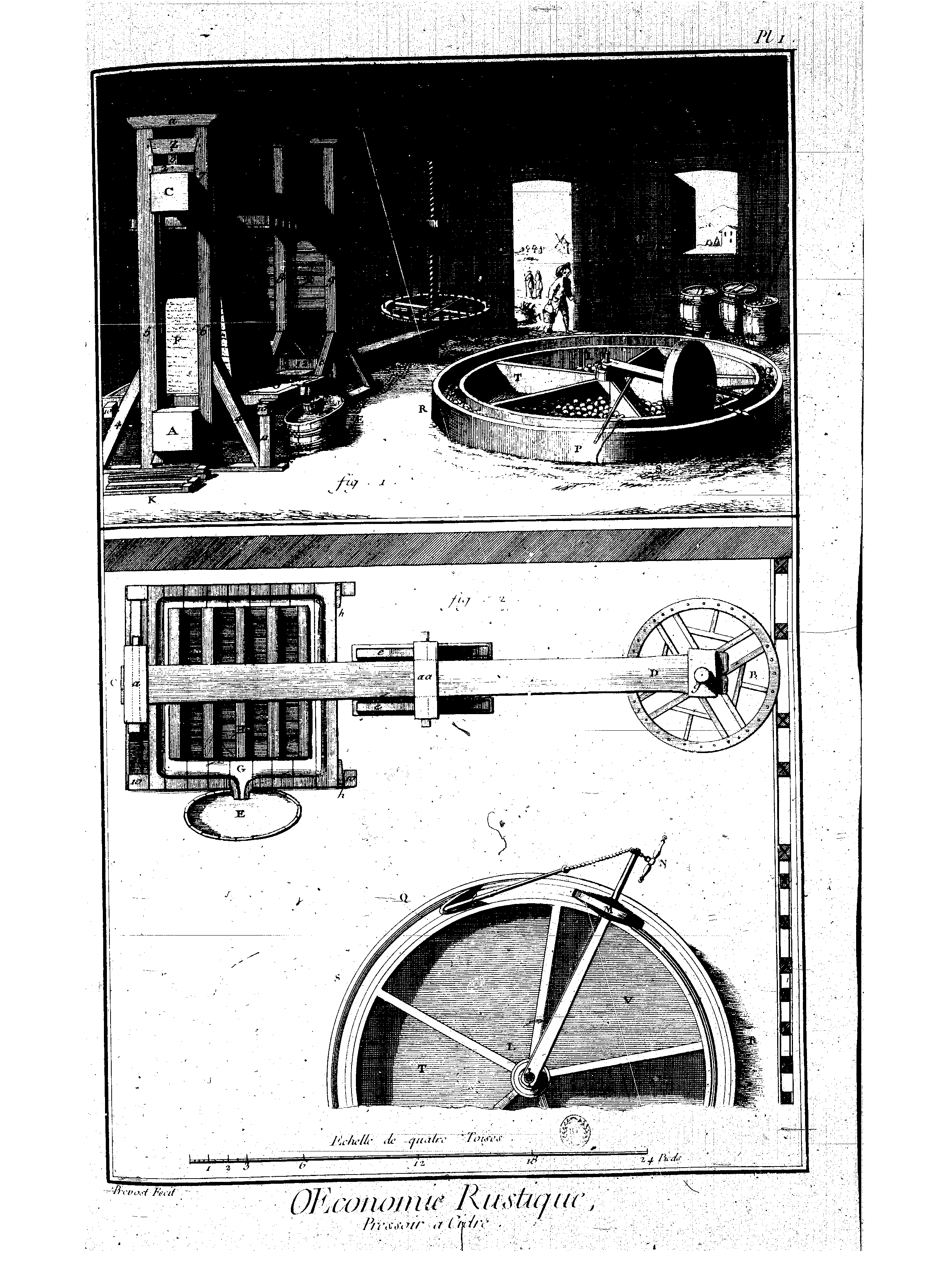
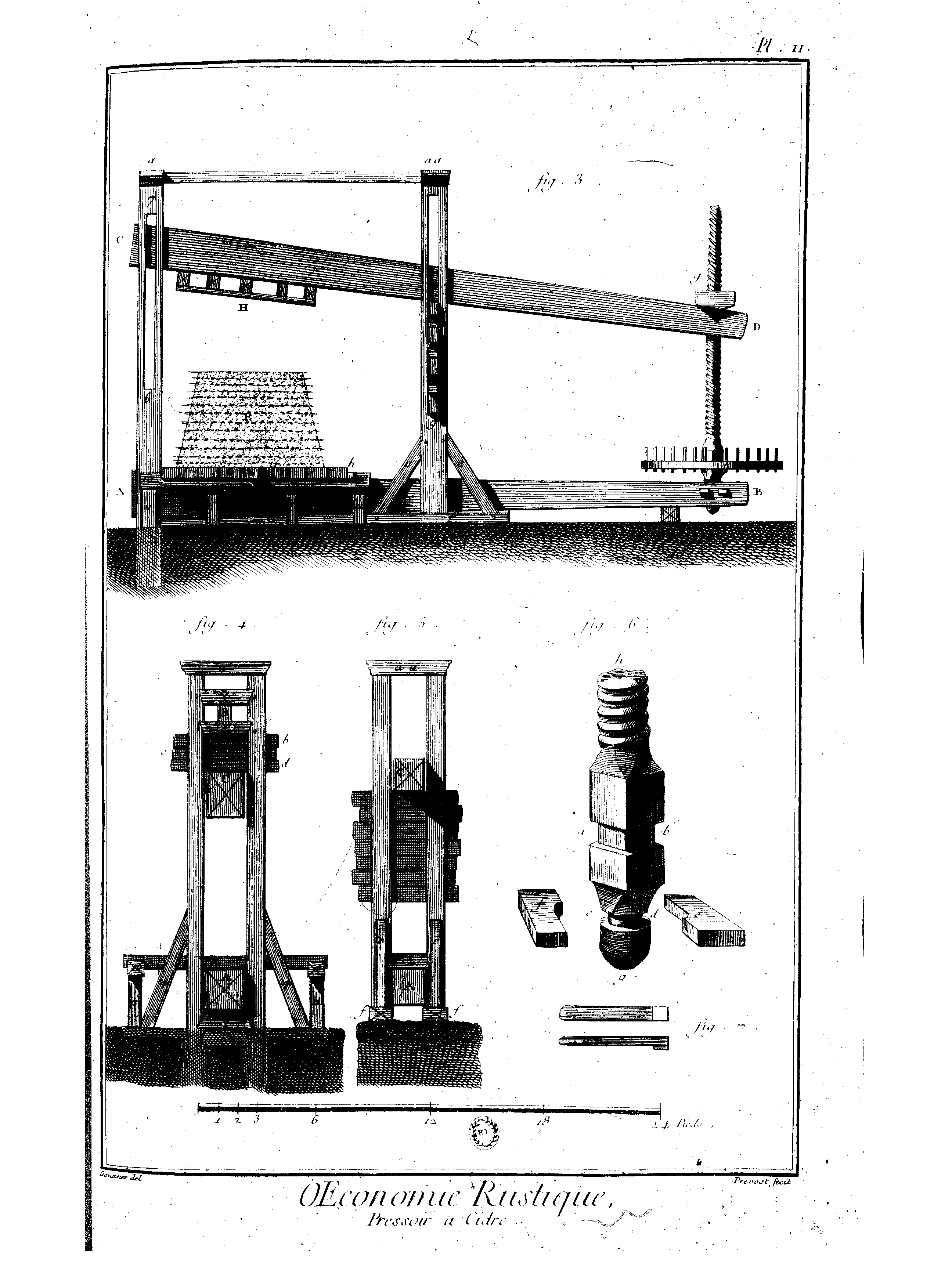
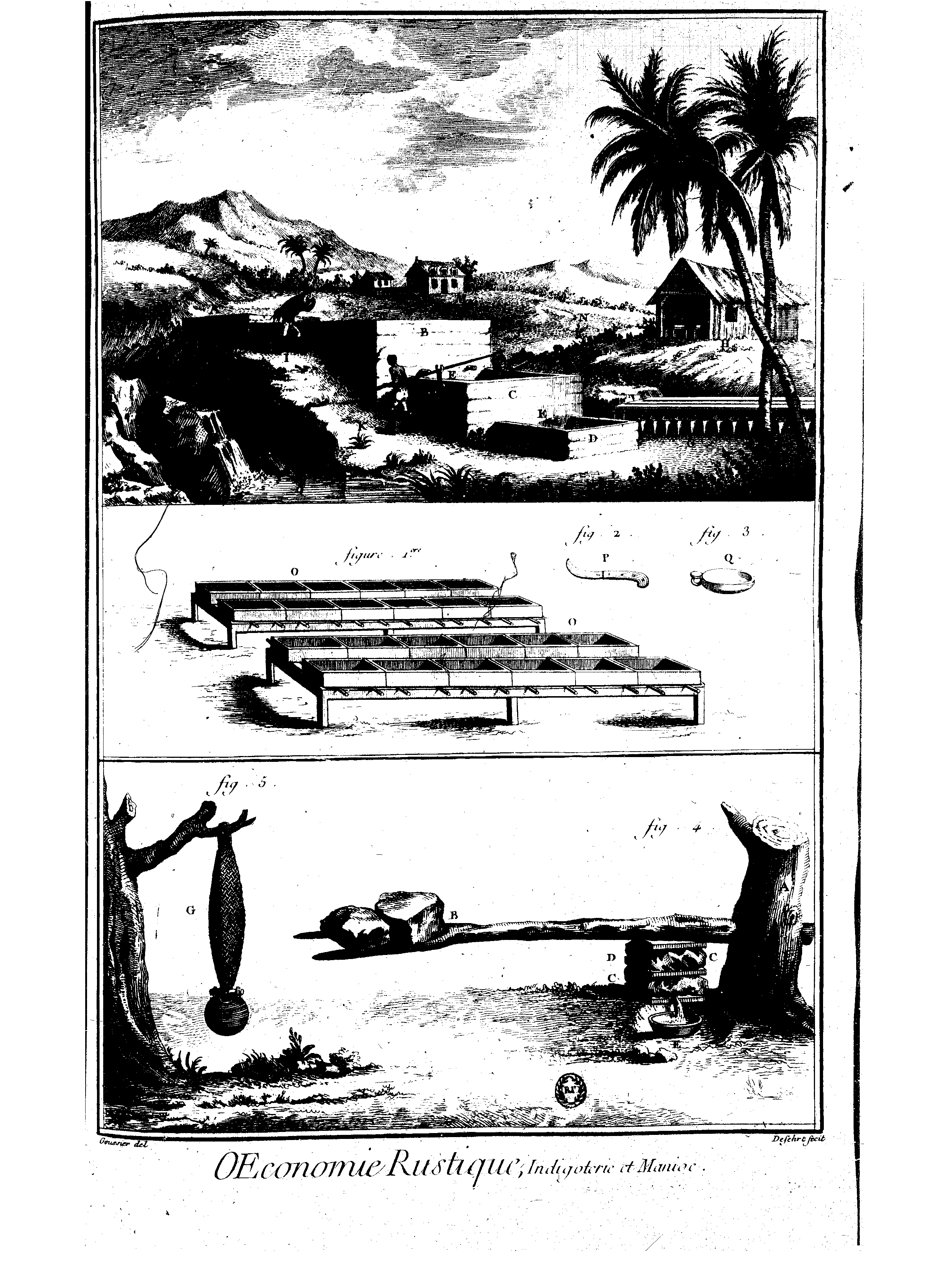

#### Calendrier
Le nom de pressoir est attribué au 20e jour du mois de vendémiaire  ou mois des « vendanges » du calendrier républicain ou révolutionnaire français, généralement chaque 11 octobre du grégorien.

## Types de pressoir
On distingue notamment :
- le pressoir cidricole, pour extraire le jus de pommes et produire du cidre ;
- le pressoir vinicole, pour extraire le jus de raisin et produire du vin ;
- le pressoir à huile, pour extraire l'huile des olives, des graines oléagineuses ou des fruits à coque.

Il existe également des pressoirs ménagers (appareils électroménagers) et des presse-agrumes, pour l'extraction des jus de fruits.

Pressoirs à cidre et à vin
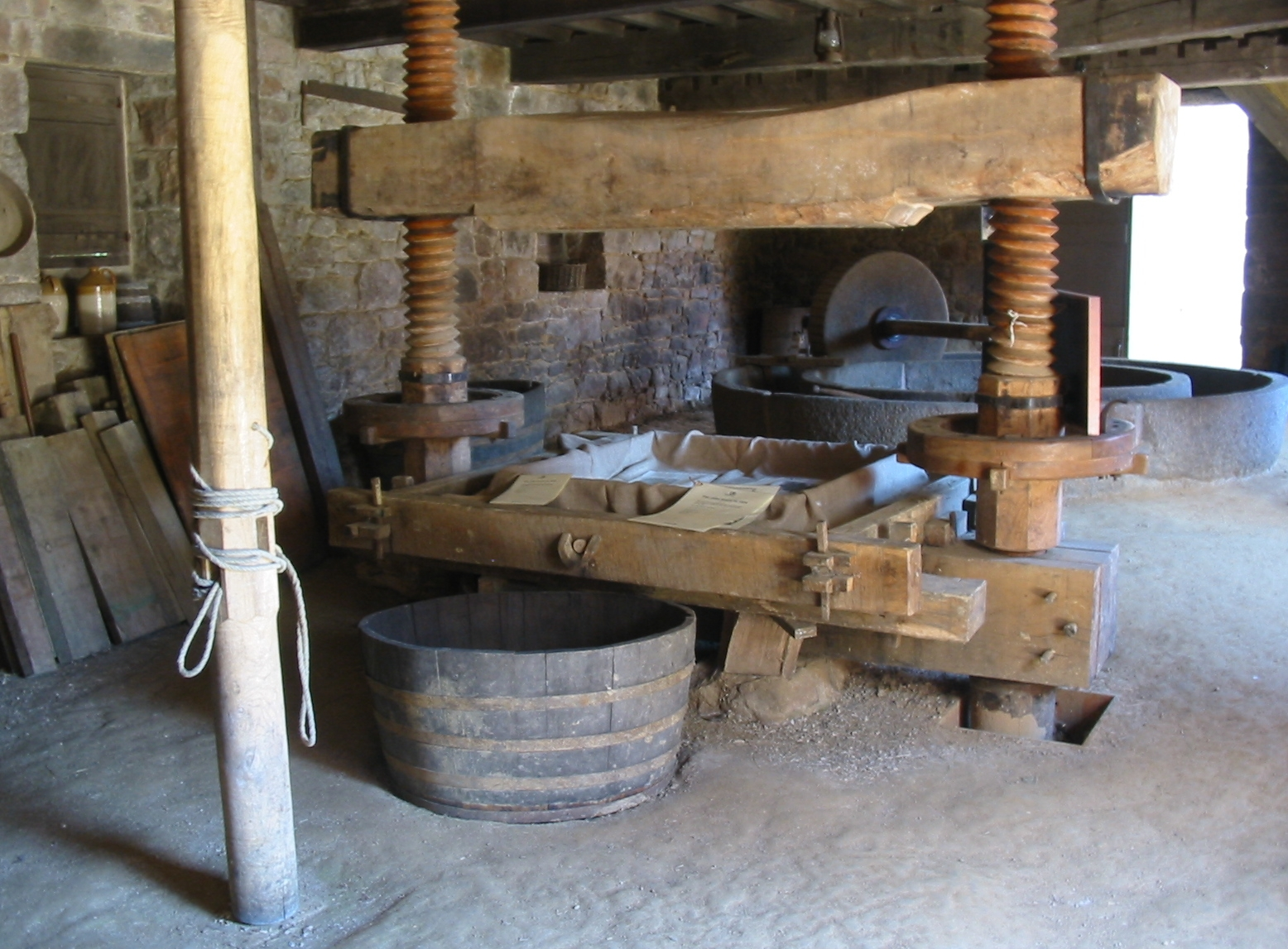
Pressoir à cidre, à Jersey.
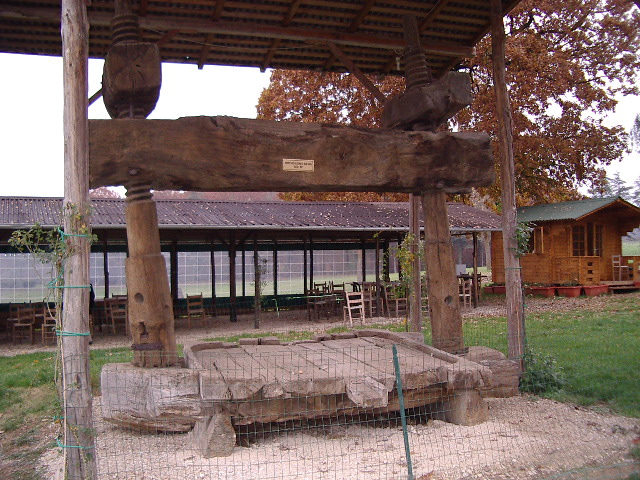
Pressoir à vin du XVe siècle.
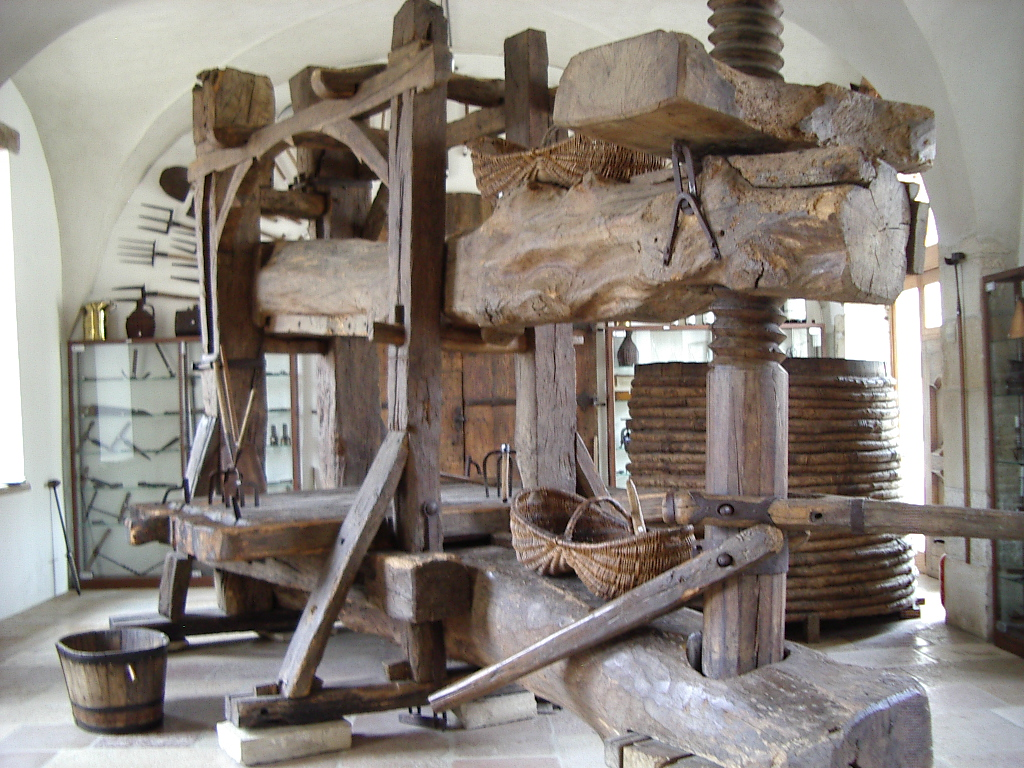
Pressoir à vin, origine "Château Pommard".
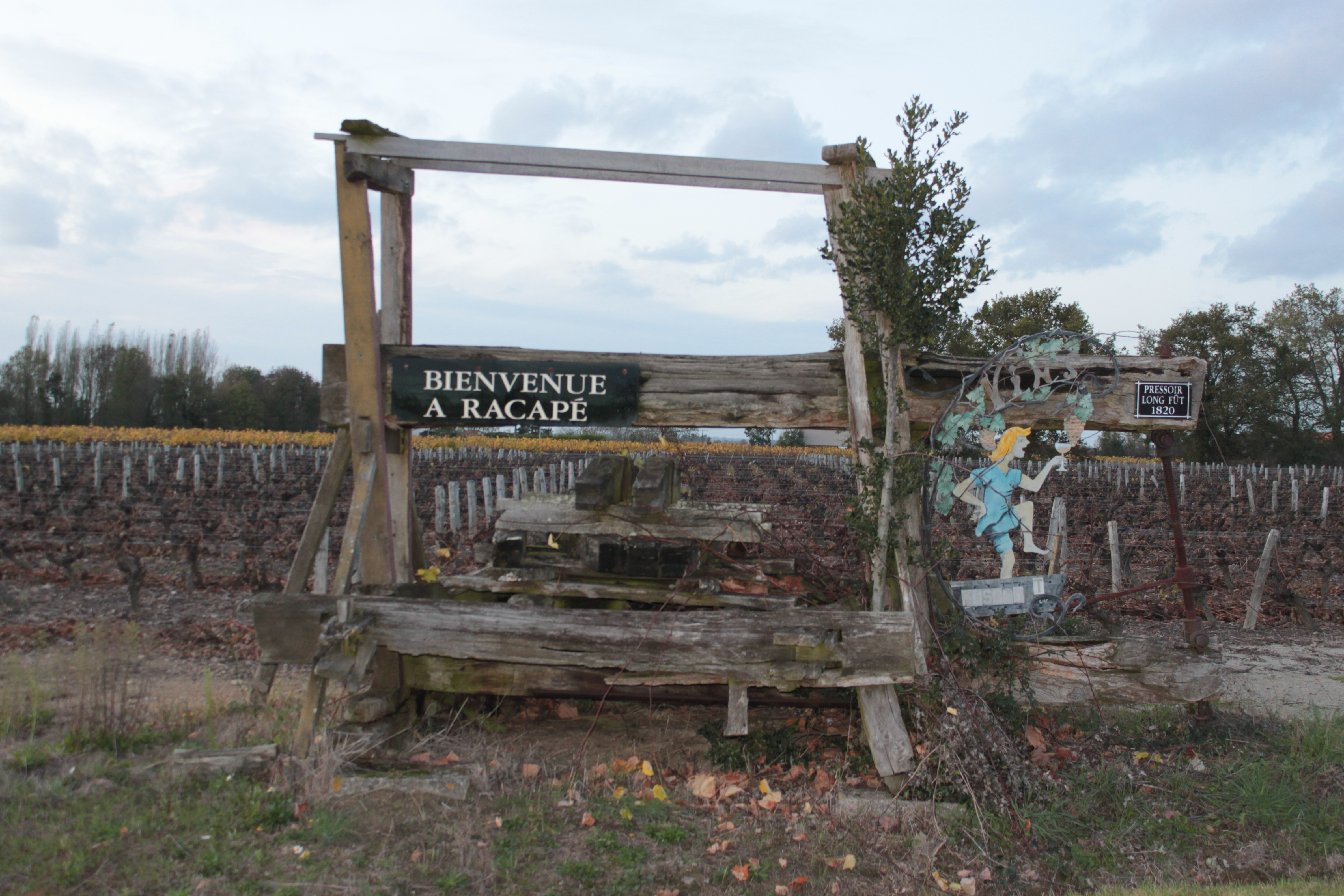
Pressoir long-fût, à vin, 1820, 44, le Landreau.
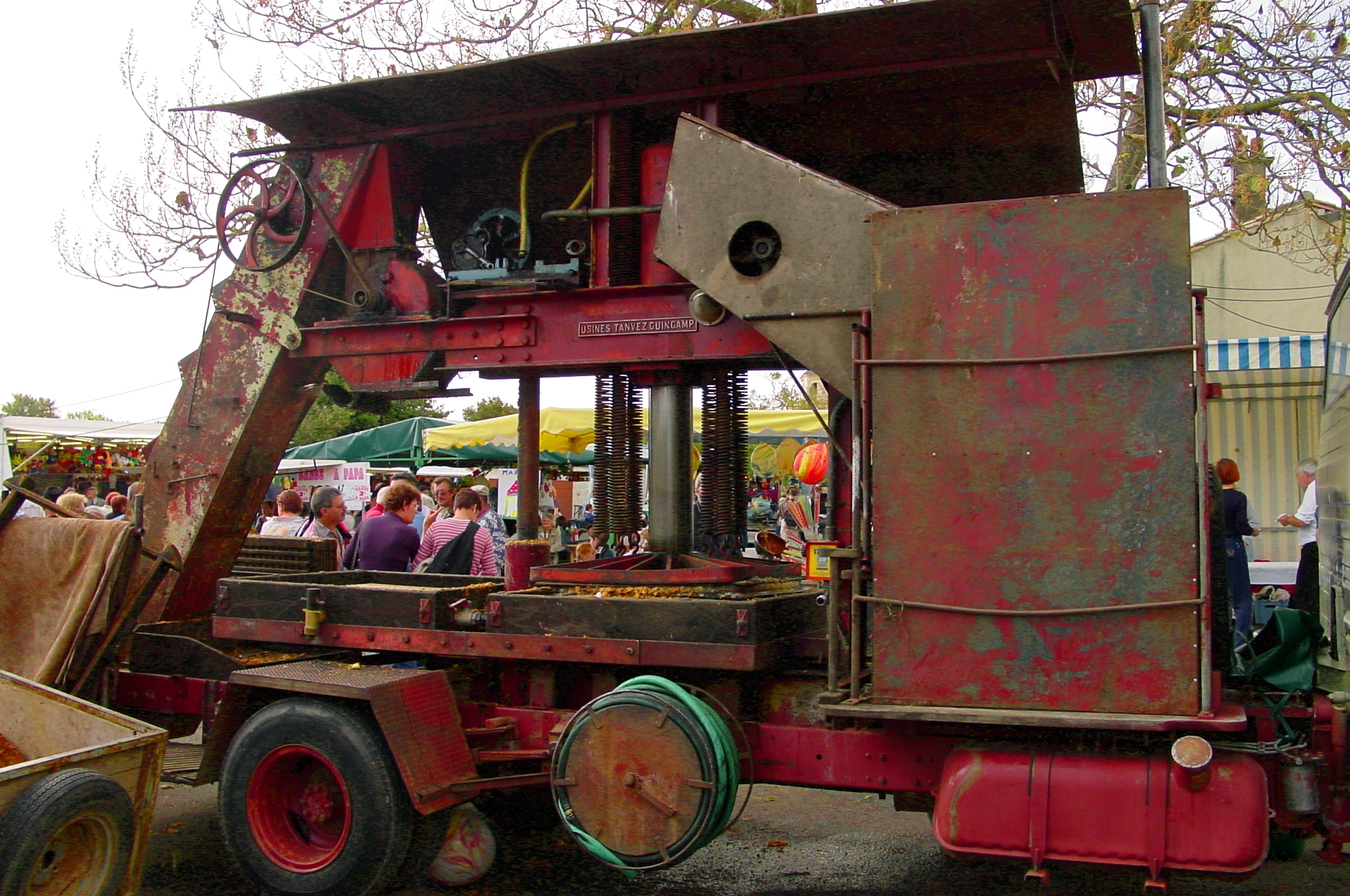
Pressoir mobile pour pommes (Usine Tanvez).

Autres pressoirs
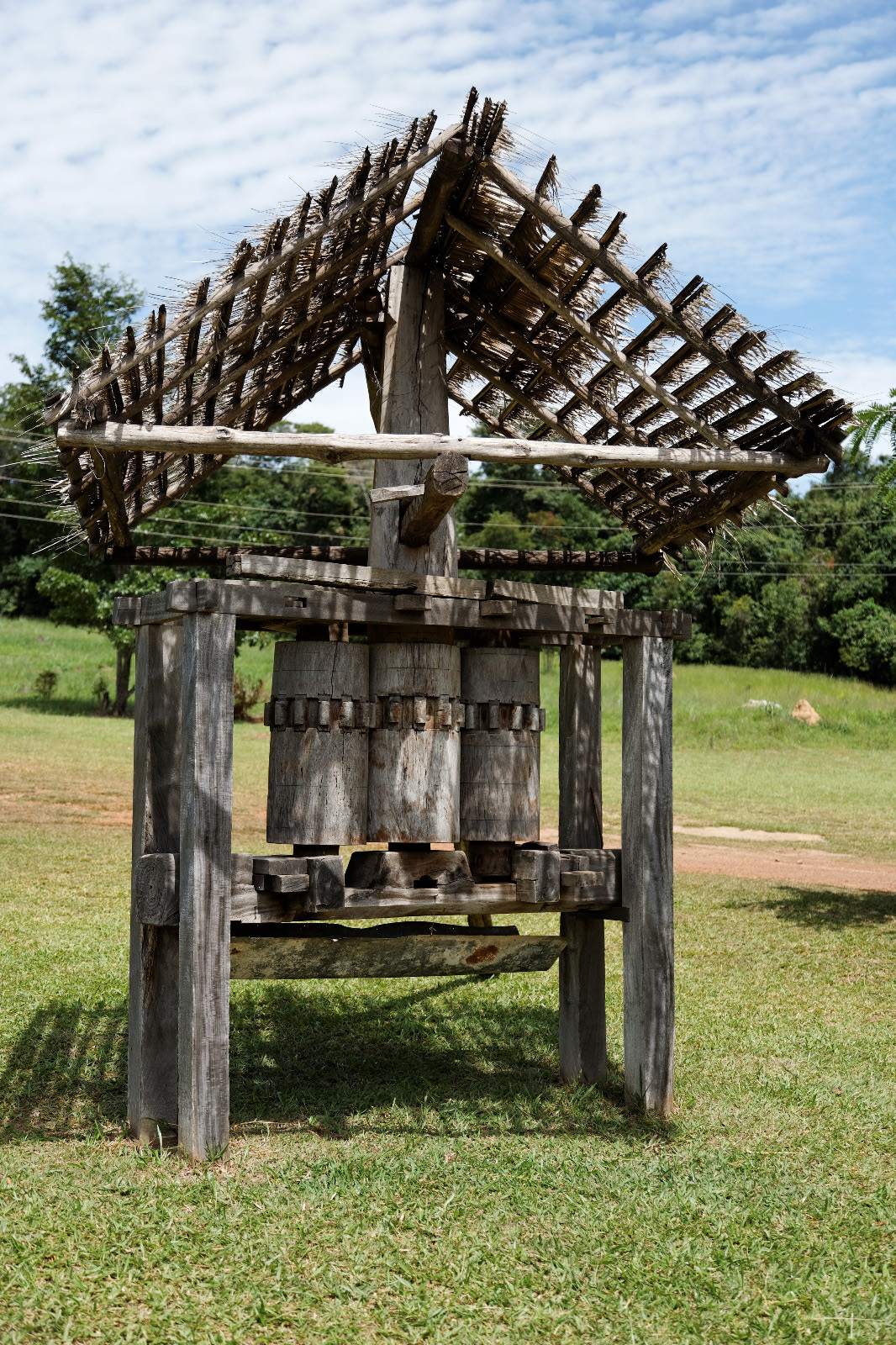
Vieux pressoir à canne à sucre, en bois, dans le Goiás, Brésil.
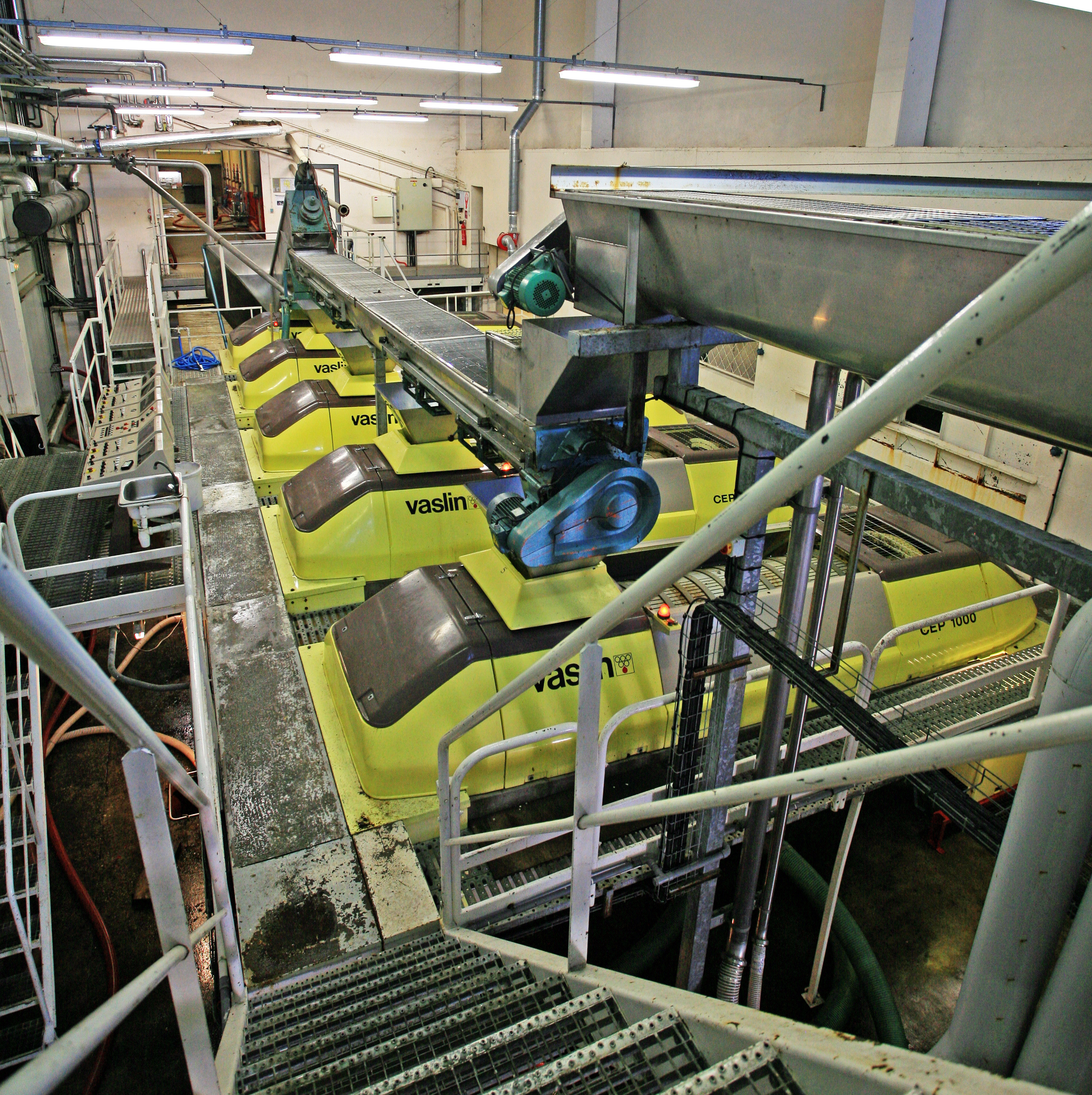
Pressoir moderne à canne à sucre, électrique, dans le Goiás, Brésil.
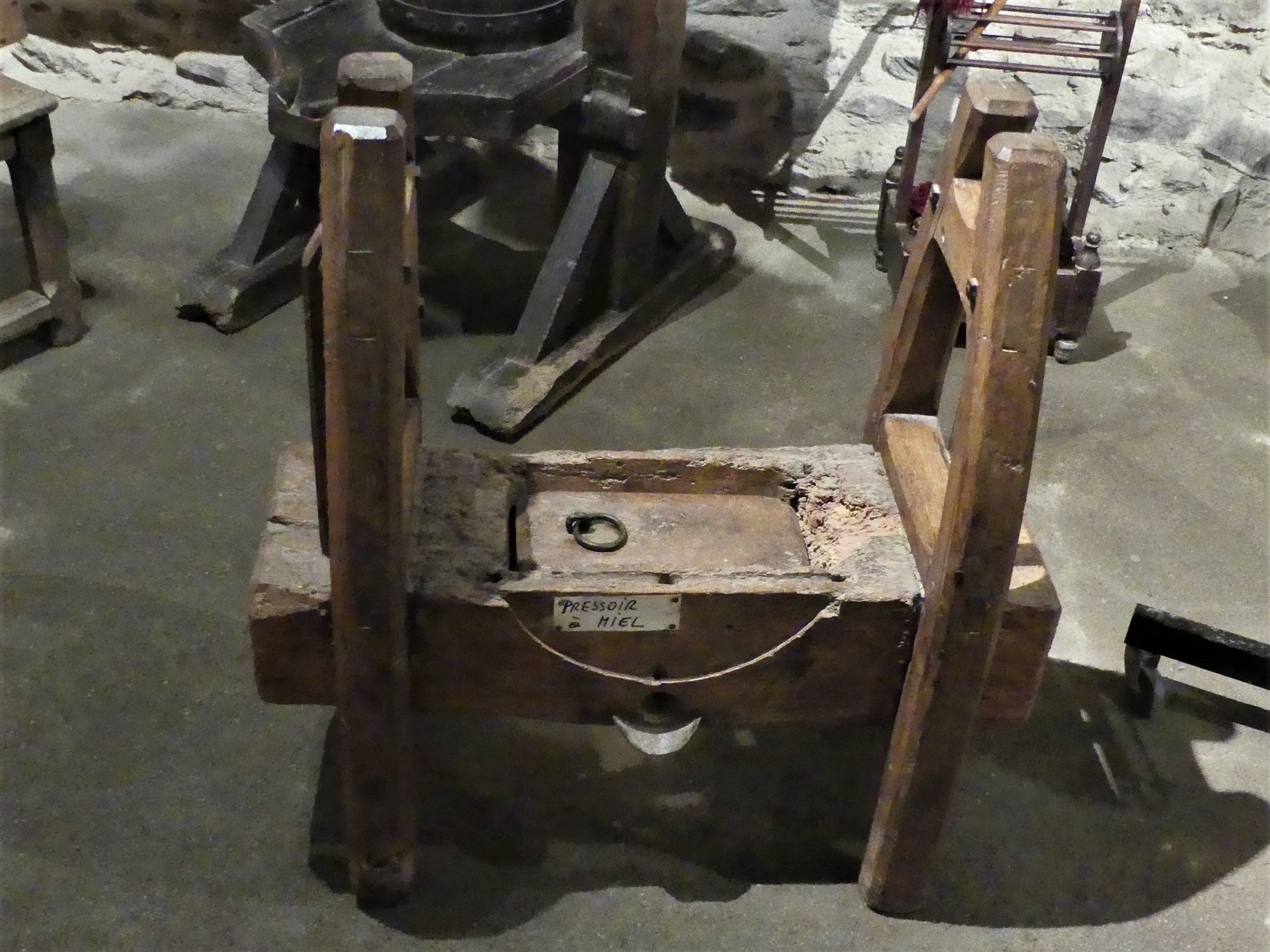
Pressoir à miel, France.
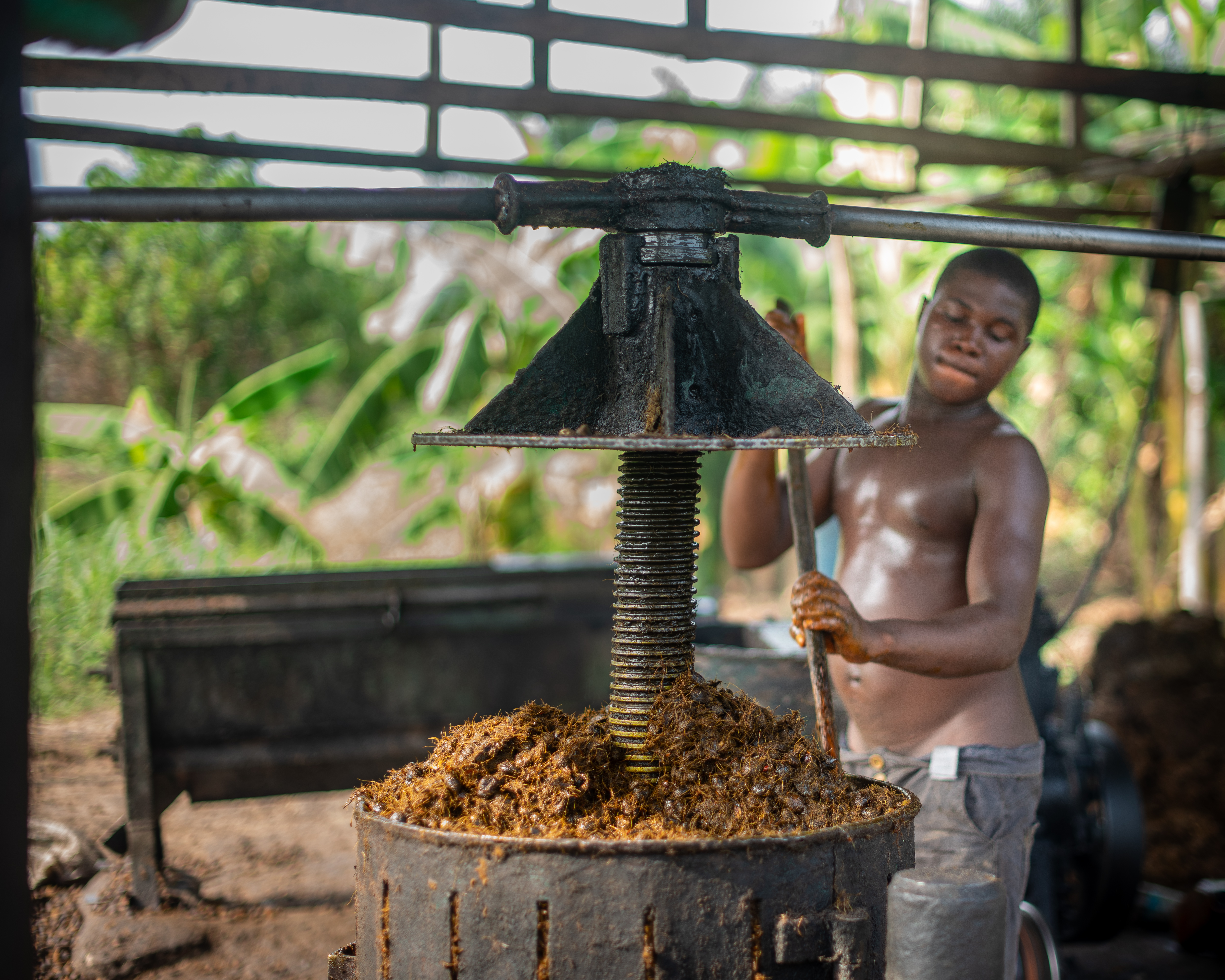
Pressoir d'huile de palm.